# کارل اشمادرر
کارل اشمادرر (آلمانی: Karl Schmaderer; ۲ سپتامبر ۱۹۱۴ – ۱۴ ژوئن ۲۰۰۰) دوچرخه‌سوار اهل اتریش بود.  وی در بازی‌های المپیک تابستانی ۱۹۳۶ شرکت کرده است.